# دوري السنغال الممتاز 2000-01
دوري السنغال الممتاز 2000-01 هو الموسم 36 من دوري السنغال الممتاز. كان عدد الأندية المشاركة فيه 14، وفاز فيه نادي جان دارك.